# Lee Spetner
Lee M. Spetner (St. Louis, 17 de janeiro de 1927 – Jerusalém, 9 de agosto de 2024) foi um biofísico norte-americano e autor, mais conhecido por suas posições criacionistas e sua crítica da síntese evolutiva moderna. Apesar de sua oposição ao neodarwinismo, Spetner aceita uma forma de evolução não-aleatória descrita no seu livro de 1996 Not By Chance! Shattering the Modern Theory of Evolution.

## Biografia

### Educação
Spetner recebeu seu diploma de bacharel em engenharia mecânica na Washington University em 1945. Em 1950, recebeu um Ph.D. em Física pelo MIT. Seus orientadores na tese foram Robert Williams e Bruno Rossi.

### Carreira
Spetner continuou seus estudos no Laboratório de Física Aplicada na Johns Hopkins University no período de 1951-1970 trabalhando em sistemas de mísseis guiados. Em 1970 ele se tornou diretor técnico da Eljim, Ltd., mais tarde, uma subsidiária da Elbit, Ltd. em Nes Tsiona, Israel, onde ele era um gerente, um período que durou mais 20 anos. Seu trabalho aqui foi em sistemas electrónicos militares, incluindo contramedidas eletrônicas e um sistema de navegação militar eletrônico.
Ele ministrou cursos na Universidade Johns Hopkins, Howard University e no Instituto Weizman, incluindo mecânica clássica, teoria eletromagnética, teoria das variáveis reais, teoria da probabilidade e teoria da comunicação estatística.
Spetner se interessou primeiramente pela evolução em 1970 depois de se mudar para Israel. Em Israel, ele se entregou na busca de provas que contrariavam a síntese evolutiva moderna. Spetner foi inspirado pelo rabino David Luria (1798-1855), que calculou que de acordo com fontes do Talmud havia 365 espécies originalmente criadas de animais e 365 de aves. Spetner desenvolveu o que chamou de "hipótese da evolução não-aleatória", que (em comum com os cristãos criacionistas da Terra jovem) aceita amicroevolução (que ele atribuiu a uma herança similar a lamarquiana), mas rejeitou a macroevolução.
Spetner tem sido descrito como um judeu Criacionista. Em 1980 em uma conferência para cientistas judeus, Spetner alegou que o Archaeopteryx era uma fraude. Spetner continuou seu ataque contra a síntese evolutiva moderna em seu livro Not by chance! Shattering the Modern Theory of Evolution.
Spetner é um crítico do papel das mutações na síntese evolutiva moderna. Spetner reivindica mutações levam a uma perda de informação genética.
Nós vemos então que a mutação reduz a especificidade da proteína do ribossoma, o que significa uma perda de informação genética. ... Em vez de dizer que a bactéria adquiriu resistência ao antibiótico, é mais correcto dizer que ela perdeu sensibilidade a ele. ... Todas as mutações pontuais que têm sido estudadas em nível molecular acabam por reduzir a informação genética e não aumentá-la.— Lee Spetner - Not by Chance, Shattering the Modern Theory of Evolution
Spetner continuou a estudar após a aposentadoria, com interesses em evolução e cura do câncer.
O mais recente livro de Spetner "The Evolution Revolution: Why Thinking People are Rethinking Evolution" desenvolve sua hipótese não aleatória (NREH) e foi publicado em 2014 pela Judaica Press.